# Mónica Randall

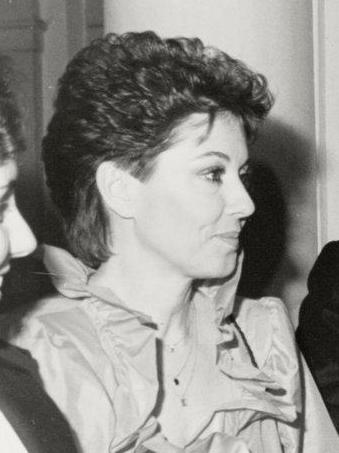
Mónica Randall (1983).

Mónica Randall (eigentlich Aurora Julià i Sarasa; * 18. November 1942 in Barcelona) ist eine spanische Schauspielerin.

## Leben
Randall besuchte Dramaturgiekurse in Barcelona und debütierte auf der Bühne in Komödien wie Cena de matrimonios und Pisito de soltero. Als Ensemblemitglied um Alejandro Ulloa war sie u. a. in Los intereses creados, Caminos de Damasco und El alma se serena zu sehen.
1963 war Randall erstmals auf der Leinwand zu sehen, als sie in La Revoltosa von José Díaz Morales debütierte. In den Folgejahren spielte sie oft in abenteuerlichen Stoffen, darunter etlichen Italowestern. Ab 1968 spezialisierte sie sich geradezu auf die Darstellung weltoffener und selbstständiger Frauen in Costumbrismo-Komödien. Titel wie Cristina Guzmán (1968) von Luis César Amadori, Verano 70 (1969), von Pedro Masó, Abuelo Made in Spain (1969) von Pedro Lazaga, Carola de día, Carola de noche (1969) von Jaime de Armiñán oder Un adulterio decente (1969) von Rafael Gil festigten diesen Ruf.
Während der 1970er Jahre bekam sie des Öfteren die Gelegenheit, sich in komplexen Rollen bedeutender Filme zu probieren. Dazu zählen Klassiker wie Mi querida señorita (1972) von Jaime de Armiñán, Züchte Raben… (1976) von Carlos Saura, Retrato de familia (1976) von Antonio Giménez-Rico (für den sie mehrfach ausgezeichnet wurde) und La escopeta nacional (1978) von Luis García Berlanga. 1986 spielte sie für Carlos Serrano in Calé neben Rosario Flores. 1987 spielte sie, erneut unter De Armiñán die weibliche Hauptrolle in Mi General neben Fernando Rey, Fernando Fernán Gómez, Héctor Alterio, José Luis López Vázquez und Rafael Alonso. Der Film gewann den Großen Preis der Jury beim Filmfestival Montréal. Erstmals durften sich in der Militärakademie Saragossa Zivilpersonen aufhalten, als Szenen des Films gedreht wurden.
Bereits ab 1964 war Randall auch für das spanische Fernsehen aktiv, wobei sie neben ihrer darstellerischen Tätigkeit auch Moderationsaufgaben übernahm. Neben Fernsehfilmen für Reihen wie Estudio 1 und Novela spielte sie für Teatro de siempre oder Teatro de familia auch in klassischen Theaterstücken von William Shakespeare, Jean Racine, Ladislas Fodor und J. M. Barrie. 1973 erhielt sie die Sendung Mónica a Medianoche und in der Saison 1974–1975 das Magazin Tele-Revista. Später, von 1980 bis 1981 führte sie, neben Joaquín Prat und Marisa Abad durch die Sendung Cosas, der 1982 Rasgos, ein Interview-Format folgte. Später (1994/1995) war sie als Nuri, einem spanischen Alter Ego von Golden Girls Blanche, in Juntas, pero no revueltas und zwischen 2002 und 2004 in der Soap Ana y los siete als Rosa, die Mutter der von Silvia Marsó gespielten Protagonistin, zu sehen.
Nach dreißigjähriger Bühnenabistinenz war Randall 2009 in Una comedia española von Yasmina Reza unter der Regie von Sílvia Munt wieder im Theater zu sehen.

## Filmografie (Auswahl)
- 1963: Gli eroi del West
- 1965: 100.000 Dollar für Ringo (100.000 dollari per Ringo)
- 1965: Per un pugno nell’occhio
- 1965: Vergeltung am Wichita-Paß (Gli eroi di Fort Worth)
- 1966: Rembrandt 7 antwortet nicht
- 1966: Ringo e Gringo contro tutti
- 1966: Die unerbittlichen Fünf (I cinque della vendetta)
- 1966: Unter der Flagge des Tigers (El tigre de los siete mares)
- 1966: Donner über dem Indischen Ozean (Tormenta sobre el Pacífico)
- 1966: Das rote Phantom schlägt zu (Superargo contro Diabolicus)
- 1966: Sicario 77 – tot oder lebendig (Sicario 77, vivo o morto)
- 1967: Ein Stoßgebet für drei Kanonen (Professionisti per un massacro)
- 1968: Copper Face (Tutto per tutto)
- 1971: Freibeuter der Meere (Il corsaro nero)
- 1971: Rivalen unter roter Sonne (Soleil Rouge)
- 1972: Una cuerda al amanecer
- 1972: Viva Pancho Villa (El desafío de Pancho Villa)
- 1972: Mein geliebtes Fräulein (Mi querida señorita)
- 1976: Züchte Raben… (Cría cuervos)
- 1978: Bleib wie du bist (Così come sei)

## Auszeichnungen
- 1974: TP de Oro für beste Moderation in Mónica a medianoche
- 1976: Preise des „Sindicato Nacional del Espectáculo“ und des „Círculo de Escritores Cinematográficos“ als beste Schauspielerin für Retrato de familia (película de 1976)|Retrato de familia
- 1978: Fotogramas de Plata für beste spanische Filmschauspielerin in La escopeta nacional